# Andreea Paul
Andreea Maria Paul, (născută Vass; n. 10 septembrie 1978, Zalău) este o economistă română, conferențiar universitar doctor la Facultatea de Relații Economice Internaționale, ASE București și președintele Asociației INACO - Inițiativa pentru Competitivitate. 
A fost deputat în Parlamentul României (2012–2016), consilier pe probleme economice pentru Președinția României (2005-2007), Guvernul României (2009-2012) și Parlamentul European (2008-2009), după o carieră de cercetător la Institutul de Economie Națională al Academiei Române (2001-2008).

## Cariera
Andreea Paul este cadru didactic universitar la ASE, specializată în guvernanță economică europeană. 
În anul 2017 a fondat Organizația neguvernamentală și apolitică INACO - Inițiativa pentru Competitivitate, dedicată educației, competitibității sociale, economice, digitale. 
Andreea Paul este coordonatoarea „Ghidului Meseriilor Viitorului” (2019, a doua ediție, liber accesibilă online), a volumelor „Forța politică a femeilor” (2011), „Forța economică a femeilor“ (2016) și „Forța civică a femeilor” (2018), apărute la Editura Polirom. 
A fost consilier de stat pe probleme economice al prim-miniștrilor Mihai Răzvan Ungureanu (martie - aprilie 2012) și  Emil Boc (noiembrie 2010 - februarie 2012), după ce a fost consilier personal al prim-ministrului (2009-noiembrie 2010), expert/consilier în cadrul Departamentului de Politici Economice și Sociale al Administrației Prezidențiale (2005-2007) și consilier în cadrul Parlamentului European (2007-2008). Andreea Paul a creat Programul dedicat tinerilor debutanți în afaceri, adoptat de către Guvernul Boc în anul 2011, prin care s-au creat peste 13 mii de noi locuri de muncă pentru tineri. 
La alegerile parlamentare din anul 2012 a fost aleasă deputat de Țara Oașului, Satu Mare din partea Alianței România Dreaptă (ARD) în colegiul nr. 1, care cuprinde orașul Negrești Oaș și câteva comune adiacente. În timpul mandatului său a propus reducerea TVA la 5% pentru manuale, cărți, evenimente culturale și sportive și măsura a intrat în vigoare de la 1 Ianuarie 2016.

## Cărți și articole științifice publicate
- Protecționismul European. Implicații asupra României, Editura Economică, 2004[1]
- Forța politică a femeilor, Editura Polirom, 2011 [2][3]
- Forța economică a femeilor, Editura Polirom, 2016;
- Forța civică a femeilor, Editura Polirom, 2018;
- Forța femeilor în sport, Editura Polirom, 2023;[4]
- Modernisation of Science Policy and Management Approaches in Central and South East Europe ISBN 978-1-58603-517-4, NATO Science Series, V: Science and Technology Policy, Volumul 48, 2005
- Current Issues of Research, Development and Innovation in Romania 78; 107, autori: Andreea Vass și Steliana Sandu
- Constructia și dezvoltarea infrastructurii specifice întreprinderilor mici și mijlocii, Victor Platon (coord.), Florin Pavelescu, Andreea Vass și Petru Mazilescu - 280 p., 973-7940-83-0., București, Editura Expert, 2005
- Romania and the Trade and the Development approaches to CEE Convergence with the EU, under the competitive pressures of Integration, Working Papers No. 151, februarie 2005
- Țintirea inflației versus țintirea agregatelor monetare - strategii de politică monetară alternative în perspectiva aderării la Uniunea Europeană, autori: Andreea Vass, Ionela Costica, Ionuț Dumitru, Dan Dumitru Bucsa, Bogdan Moinescu, Editura ASE, 2005, 90 pagini, ISBN 973-594-631-9
- Intreprinderile mici și mijlocii în România – inovare și competitivitate în context european, Steliana Sandu (coord.), G. Zaman, Z. Goschin, M. Poenaru, A. Munteanu, A. Vass, G. Năstase, Cristian Păun, E. Ispas, A. Sarchizan, Academia Română, Institutul Național de Cercetări Economice, Institutul de Economie Națională, Editura Expert, 2005, Capitolul 6: Finanțarea IMM-urilor inovative (ISBN 973-7940-94-6)
- Raportul anual de analiză și prognoză 2007, Societatea Academică din România (SAR), februarie 2007, autori: Alina Mungiu Pippidi, Sorin Ionita, Andreea Vass și Lucian Albu
- Romania's Way Towards Competitivenness, Romanian Journal of European Affairs, Vol. 6 No. 4, decembrie 2006, Institutul European din România
- Cross-Border Romanian Students Mobility in a comparative perspective, Romanian Journal of European Affairs, Vol. 7 No. 4, ISSN 1582-8271, cotata B+ de catre CNCSIS, decembrie 2007, Institutul European din România, pg.80-86 [5]
- Romanian Brain Drain Risks and Opportunitiy, „Business Excelence” Jean Monnet Chair Action (coord. C. Brătianu, D. Lixandroiu and N.A. Pop), Review of Management and Economical Engineering, Special Issue, Vol. 6, Infomarket Publishing House, ISSN 1583-624X, cotata B+ de catre CNCSIS, 2007, pg. 373-379
- Europenization of the Romanian S&T System: How Far Has It Advanced?, UNESCO Science Policy Series, nr. 5, Why Invest in Science in South Eastern Europe?, Partea II: Analytical Perspectives on RTD in South Eastern European Countries, 2007, Proceedings of the International Conference and High Level Round Table, 28-29 septembrie 2006, Ljubliana, Slovenia, Editori: Iulia Nechifor si Slavo Radosevic, UNESCO, Venetia, Italia, ISBN 978-961-91689-6-7, pg. 117-130 [6]
- Concurența plasează România în rapoartele internaționale în urma multor țări mai slab dezvoltate, Revista Profil Concurență, nr. 3/2007, RO/EN [7]
- Lobbying Opportunities, Confusions and Misrepresentations in the EU, Romanian Journal of European Affairs, Vol. 8, No. 2, Iunie 2008, ISSN 1582-8271, ISSN on-line: 1841- 4273, CNCSIS: B+, pg. 71-81, [8]

## Articole de specialitate
Peste 200 de articole de specialitate în domeniul politicilor concurențiale și a practicilor anticoncurențiale, semnalarea anomaliei de pe piața românească a insulinei în iunie 2005, în urma căreia Consiliul Concurenței a lansat investigația și a sancționat oficial cartelul insulinei în februarie 2008, a integrării europene, a competitivității macroeconomice, a economiei comparative, a reformei sistemului de învățământ, cercetării, dezvoltării și inovării, a fondurilor comunitare etc.

## Viață personală
Este căsătorită și are un copil pe nume Sandra.